# 脱轨 (电视剧)
《脱轨》（英語：Derailment）是一部2023年中国大陆穿越、悬疑题材爱情剧，由沈阳执导，刘浩存、林一主演，于2023年12月14日在优酷视频首播，2024年1月2日完播。

## 剧情简介
傲娇少女江晓媛（刘浩存 饰）意外回到七年前，变成了一无所有的打工妹，在她绝望之际自称是“江晓媛”的青梅竹马祁连（林一 饰）出现，并一直默默帮助她；随着两人的心渐渐靠近，他们发现各自的秘密竟有着千丝万缕的关系。随着真相的不断揭露，她渐渐放下“回家”的执念，也找到了奋斗的意义，决心要好好生活证明自己，同时与祁连的感情也迎来了峰回路转。

## 演出
| 演員     | 角色   | 介紹 |
| 刘浩存   | 江晓媛 | 養尊處優的傲嬌少女因意外回到七年前，變成了一無所有的打工妹，挣扎在温飽邊緣。在邊養活自己邊尋找回家的方法途中，逐漸發現自己的天賦、夢想及事情的真相。       |
| 林一     | 祁连   | 新聞記者，江晓媛曾经的青梅竹马，似乎有著曖昧關係。既神秘又世故，戴上眼镜是斯文靓仔，摘下眼镜是西装暴徒。因一场恶性冲突导致自责，一直在寻找一个不存在的人。 |
| 黄圣池   | 蒋博   | 知名化妆师，江晓媛的师傅兼工作室合伙人，美妆学院客座讲师。刻薄毒舌但对待工作十分认真，傲娇的照顾着江晓媛。                                                 |
| 范诗然   | 冯瑞雪 | 江晓媛的高中同学兼好友，两人曾是同桌。大学四年，冯瑞雪和江晓媛过着截然不同的生活。                                                                         |
| 王喳喳   | 陈方舟 | |
| 完颜洛绒 | 霍柏宇 | 曾是江晓媛的前男友，也带着2025年的记忆，声称他们是因为进入了一款游戏，才停留在这个世界。                                                                   |
| 李添诺   | 许靖阳 | |

## 幕后制作

### 创作背景
《脱轨》在保证现实感的基础上,将带有悬疑性质的“身份倒转”情节前置于故事设定中,显现出现实题材鲜有的“软科幻”感。在现实、悬疑题材的基础上,《脱轨》还将行业、情感等元素纳入情节叙事表达之中。此外,江晓媛与祁连相互帮助、彼此陪伴、共同成长,强调灵魂“共振”的“养成系”恋爱故事,也与现如今年轻人的恋爱、婚姻观念较为吻合。